# Societas Jablonoviana

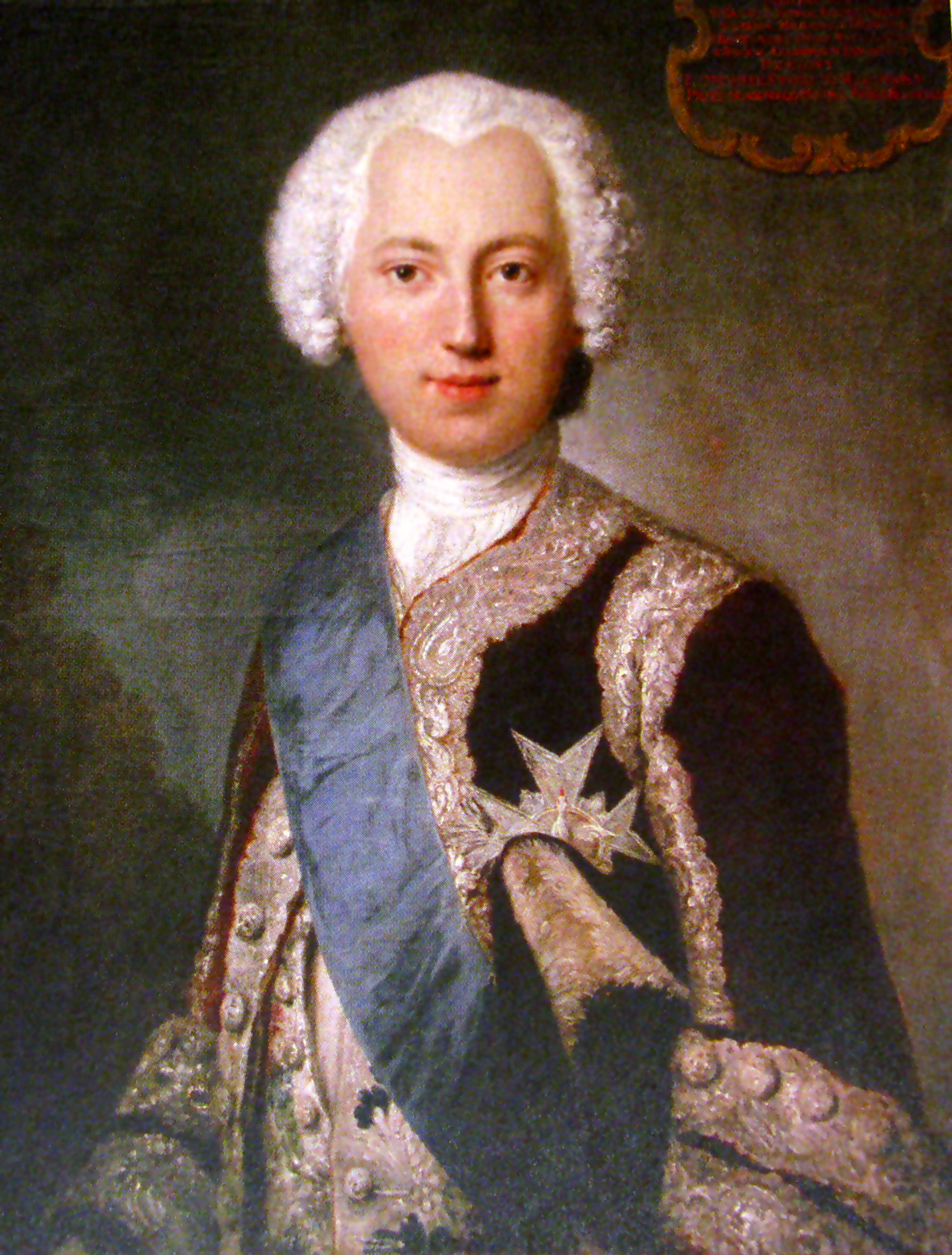
Kníže Józef Aleksander Jabłonowski

Societas Jablonoviana (Jablonowskische Gesellschaft der Wissenschaften zu Leipzig) je vědecká společnost se sídlem v Lipsku, která byla založena roku 1769 při lipské univerzitě polsko-litevským magnátem Józefem Aleksandrem Jabłonowským (1711-1777). Saský kurfiřt Fridrich August III. potvrdil vznik společnosti v roce 1774. Bývá označována za předchůdkyni Saské akademie věd. Společnost vyhlašovala každoročně soutěžní odborné otázky a přiznávala autorům nejlepších prací odměny. Otázky byly vyhlašovány ve třech oblastech: matematika nebo fyzika, ekonomie a historie, v posledním případě se zvláštním zřetelem k polsko-německým dějinám a dějinám slovanských národů. Vyznamenané práce byly od roku 1772 publikovány v Acta Societatis Jablonovianae. První z nich byla práce německého osvícenského historika a filologa Augusta Ludwiga von Schlözera o předcích Poláků, v níž se zabýval legendou o Čechovi a Lechovi. V roce 1857 byla cenou Společnosti knížete Jabłonowského vyznamenána studie Christiana Adolpha Peschecka Die Böhmischen Exulanten in Sachsen (1857).
Společnost působila do roku 1948. Roku 1978 došlo po dohodě mezi Polskem a NDR k obnově společnosti při lipské univerzitě pod názvem Societas Jablonoviana - Jablonowskische Gesellschaft der Wissenschaften zu Leipzig. V roce 1992 společnost opustila Lipskou univerzitu, konstituovala se jako samostatný spolek a profilovala se dále jako německo-polská vědecká společnost s těžištěm v oblasti humanitních věd (zejména slavistika, filologie, germanistika, historie, literární věda). Od roku 1999 udílí společnost každé dva roky Jabłonowského cenu za přínos k německo-polské vědecké a kulturní spolupráci.
V roce 2017 se po Hansi Henningu Hahnovi stal předsedou Společnosti český historik Miloš Řezník.